# Cantone di Songeons
Il Cantone di Songeons era una divisione amministrativa dell'arrondissement di Beauvais.
È stato soppresso a seguito della riforma complessiva dei cantoni del 2014, che è entrata in vigore con le elezioni dipartimentali del 2015.
Comprendeva i comuni di:
- Bazancourt
- Buicourt
- Crillon
- Ernemont-Boutavent
- Escames
- Fontenay-Torcy
- Gerberoy
- Glatigny
- Grémévillers
- Hannaches
- Hanvoile
- Haucourt
- Hécourt
- Lachapelle-sous-Gerberoy
- Lhéraule
- Loueuse
- Martincourt
- Morvillers
- Saint-Deniscourt
- Saint-Quentin-des-Prés
- Senantes
- Songeons
- Sully
- Thérines
- Villembray
- Villers-sur-Auchy
- Vrocourt
- Wambez